# Valery Pavlovich Chkalov
Valery Pavlovich Chkalov (tiếng Nga: Валерий Павлович Чкалов; 2 tháng 2 [lịch cũ 20 tháng 1] năm 1904 - 15 tháng 12 năm 1938) là một phi công thử nghiệm, Anh hùng Liên Xô (1936). Ông là người đầu tiên nhận được 2 huân chương Lenin.

## Thiếu thời
Chkalov sinh ra trong một gia đình người Nga vào năm 1904 ở vùng thượng lưu Volga, thị trấn Vasilyevo (thị trấn ngày nay được đặt tên là Chkalov để vinh danh ông), nằm gần Nizhny Novgorod. Ông là con trai của một người thợ chế tạo nồi hơi đóng tàu tại Xưởng đóng tàu Vasselyevo trên sông Volga. Mẹ mất khi ông mới 6 tuổi. Chkalov học trường kỹ thuật ở Cherepovets nhưng sau đó trở về quê nhà để làm việc trong xưởng đóng tàu cùng với cha mình. Sau đó, ông nhận được một công việc trên một tàu nạo vét sông: Bayan (sau đó được đổi tên thành Mikhail Kalinin).
Ông nhìn thấy chiếc máy bay đầu tiên trong đời mình vào năm 1919 và quyết định gia nhập lực lượng không quân của Hồng quân, tham gia lần đầu tiên vào năm 16 tuổi với tư cách là một thợ cơ khí. Ông được đào tạo như một phi công tại Trường Đào tạo Yegoryevsk và tốt nghiệp năm 1924 khi tham gia một phi đội máy bay chiến đấu.
Chkalov kết hôn với Olga Orekhova, một giáo viên đến từ Leningrad, vào năm 1927. Vào đầu những năm 1930, ông trở thành một phi công thử nghiệm. Một thành tích do ông thực hiện là  kỹ thuật bay xoắn trôn ốc 250 vòng trong 45 phút.

## Thành tựu

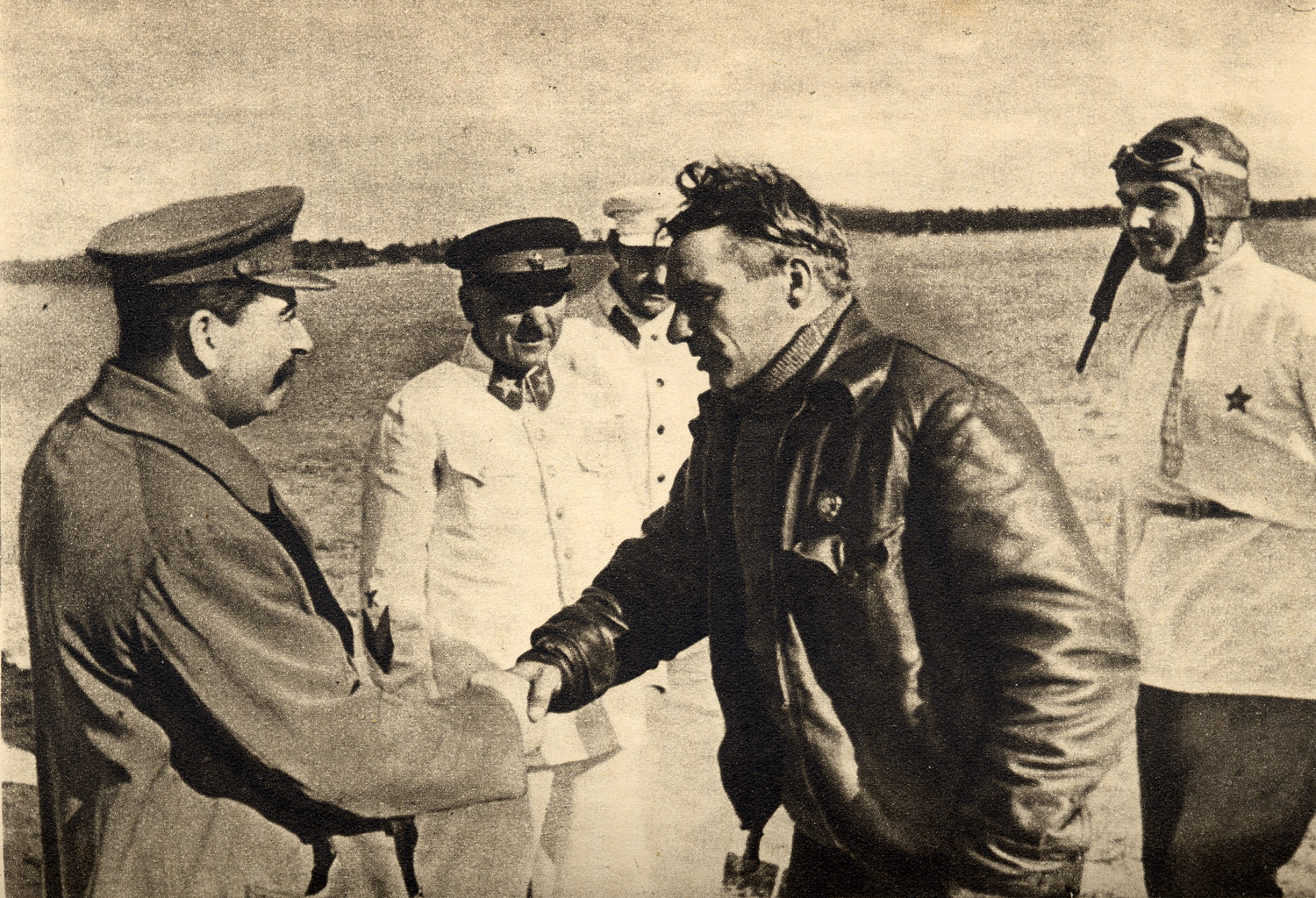
Chkalov gặp Stalin.

Từ năm 1935, ông chỉ huy bộ phận thử nghiệm của lực lượng không quân Nga, bay biểu diễn trong các buổi trình diễn trước công chúng, bao gồm lễ kỷ niệm ngày 1 tháng 5 trên Quảng trường Đỏ, tại thời điểm mà ông đã gặp Stalin lần đầu tiên.
Chkalov đã đạt được một số cột mốc quan trọng trong ngành hàng không. Năm 1936 và 1937, ông đã tham gia một số chuyến bay cực dài, bao gồm chuyến bay kéo dài 63 giờ từ Moskva (Liên Xô) đến Vancouver, Washington (Hoa Kỳ) qua Bắc Cực trên chiếc máy bay Tupolev ANT-25 (18–20 tháng 6 năm 1937), với khoảng cách không dừng là 8.811 kilômét (5.475 mi). Chuyến bay đi tiên phong trên tuyến đường hàng không vùng cực từ Châu Âu đến Bờ biển Thái Bình Dương của Mỹ.
Ông từng lên kế hoạch cho chuyến bay thẳng đầu tiên trên thế giới vòng quanh Trái Đất nhưng chưa kịp thực hiện thì bị tử nạn.

## Cái chết
Chkalov tử nạn vào ngày 15 tháng 12 năm 1938 khi đang lái một nguyên mẫu của máy bay chiến đấu Polikarpov I-180 và chiếc máy bay đã bị rơi trong chuyến bay thử nghiệm đầu tiên của nó. Chuỗi sự kiện dẫn đến vụ tai nạn không hoàn toàn rõ ràng. Cả hai nhà thiết kế chính của chiếc máy bay, Nikolay Polikarpov và Dmitry Tomashevich, đều không chấp thuận chuyến bay và cũng không ai ký đơn giải phóng nguyên mẫu khỏi nhà máy. Trong mọi trường hợp, thì Chkalov đều đã cất cánh và thực hiện một vòng bay ở độ cao thấp quanh sân bay. Đối với vòng thứ hai, Chkalov bay xa hơn, leo tới hơn 2.000 m (6.560 ft) mặc dù kế hoạch bay đặc biệt cấm vượt quá 600 m (1.970 ft). Chkalov rõ ràng đã tính toán sai cách tiếp cận hạ cánh của mình và đến gần sân bay, nhưng khi ông cố gắng điều chỉnh cách tiếp cận của mình, động cơ đã bị tắt đột ngột. Chkalov đã có thể tránh một số tòa nhà, nhưng lại đụng phải một đường dây điện trên cao. Ông bị văng ra khỏi buồng lái, bị thương nặng và chết sau đó hai giờ. Tro cốt của ông được cất trong Nghĩa trang tường Điện Kremli.
Cuộc điều tra chính thức của chính phủ kết luận rằng động cơ bị tắt đột ngột do nó bị quá lạnh khi không có nắp che. Những người khác đưa ra giả thuyết rằng Chkalov đã tăng ga quá nhanh và do đó làm ngộp động cơ. Hậu quả của vụ tai nạn là Tomashevich và một số quan chức khác, những người hối thúc chuyến bay đầu tiên, ngay lập tức bị bắt. Nhiều năm sau, một đồng nghiệp là phi công thử nghiệm Mikhail Gromov đã đổ lỗi cho các nhà thiết kế vì lỗi làm mát động cơ và chính Chkalov đã đi chệch khỏi kế hoạch bay. Con trai của Chkalov tuyên bố rằng kế hoạch ám sát cha mình đã được thực hiện trong những tháng trước khi ông qua đời, nhưng hoàn cảnh của vụ tai nạn khiến việc ám muội như thế khó có thể xảy ra. Bất chấp ý kiến của một số người, sau cái chết của Chkalov, danh tiếng của Polikarpov với Stalin vẫn còn nguyên vẹn, và Polikarpov tiếp tục công việc thiết kế máy bay.

## Tưởng niệm

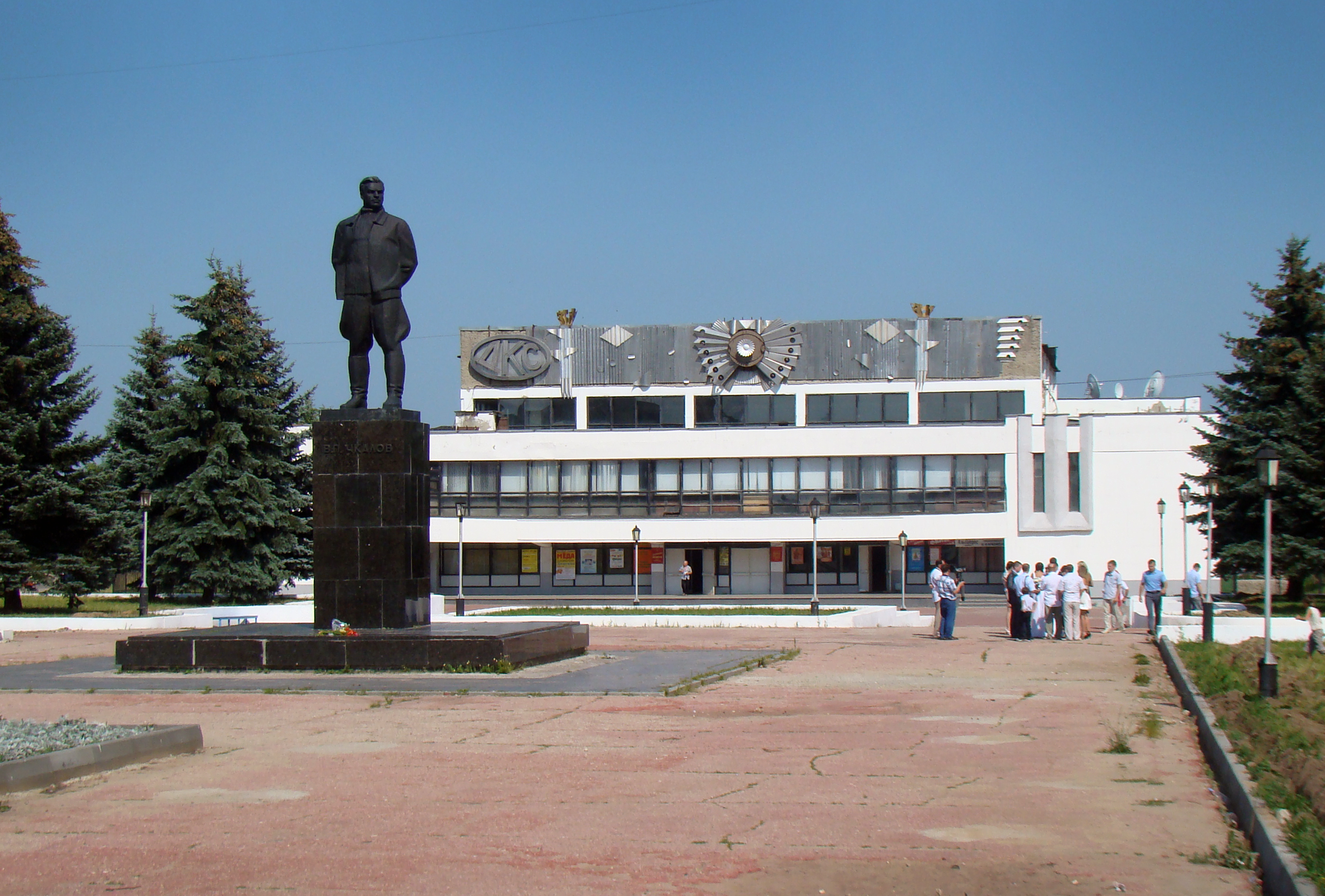
Tượng Chkalov ở Chkalov.

Ngôi làng Vasilyevo nơi Chkalov sinh ra nay là thị trấn Chkalovsk (Nizhny Novgorod Oblast), đặt theo tên ông. Thành phố Orenburg mang tên Chkalov từ năm 1938 đến năm 1957. Có một con phố Chkalov ở Moskva (một phần của Vành đai Vườn của Moskva), nay được đổi tên thành Zemlyanoy Val; tên của nó ở Nizhny Novgorod và một số thành phố khác của Nga vẫn còn tồn tại. Nizhny Novgorod cũng có một cầu thang xuống Volga được đặt theo tên của ông với một bức tượng của ông trên đỉnh của nó. Năm 1975, tại Vancouver, Washington, một tượng đài cho chuyến bay qua địa cực năm 1937 của Chkalov được dành riêng tại Pearson Field và một con phố được đặt tên là Chkalov Drive.

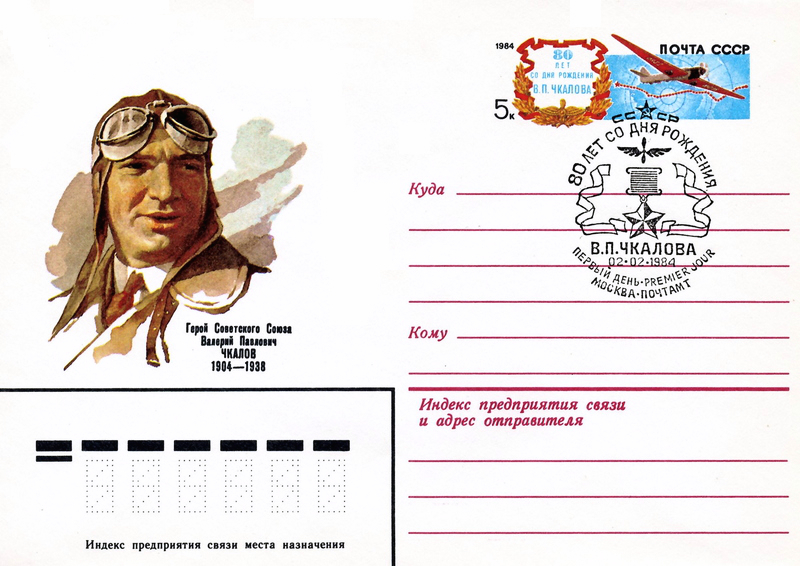
Ảnh Chkalov trên phòng bì bưu điện Liên Xô 1984

Một tàu tuần dương lớp Chapayev được đặt tên là Chkalov nhưng được đổi tên thành Komsomolets vào năm 1958.
Các hệ thống đường sắt tàu điện ngầm của Moskva, Saint Petersburg và Nizhny Novgorod đều có một ga Chkalovskaya. Yekaterinburg Metro cũng đã khai trương một vào năm 2012.

## Giải thưởng quân sự
- "Sao Vàng" Anh hùng Liên Xô (24/07/1936)
- Hai Huân chương Lenin (05/05/1935, 24/07/1936);
- Huân chương Cờ đỏ (tháng 7 năm 1937);